# Genabea
Genabea — рід грибів родини Pyronemataceae. Назва вперше опублікована 1845 року.

## Класифікація
До роду Genabea відносять 5 видів:
- Genabea cerebriformis
- Genabea fragilis
- Genabea sphaerospora
- Genabea spinospora
- Genabea tasmanica